# Pasqualino Borsellino
Pasqualino Borsellino (Ribera, 29 gennaio 1956) è un allenatore di calcio ed ex calciatore italiano, di ruolo centrocampista.

## Carriera

### Giocatore
Iniziò l'attività nelle giovanili del Ribera, dopo un passaggio al Bologna, fu ingaggiato dal Palermo, nel 1973, assieme al compagno Salvatore Vullo. 

Borsellino (in piedi, secondo da sinistra) in rosanero nel 1979, nella squadra finalista di Coppa Italia.

Fu lanciato in prima squadra dall'allora allenatore Corrado Viciani, e rimase coi siciliani, salvo una parentesi di una stagione in prestito all'Alcamo, fino al 1981. Nel 1979 fu titolare nella finale di Coppa Italia che il Palermo di Veneranda perse a Napoli contro la Juventus (2-1).
Successivamente giocò in Serie C1 con Ternana, Francavilla e Monopoli e poi in Interregionale con Mazara e Termitana. In carriera ha totalizzato complessivamente 120 presenze e 8 reti in Serie B.

### Allenatore
La carriera di allenatore inizia con le giovanili del Palermo, per poi essere secondo di Gianni Di Marzio nella stagione 1991-1992. Successivamente ha allenato squadre siciliane di serie inferiori.
Dopo aver vissuto tanti anni a Palermo, è ritornato a vivere a Ribera dove attualmente dirige una scuola calcio e ha svolto l'attività di osservatore per la Reggina.
A partire dalla stagione 2010-2011 è osservatore del Palermo.

## Palmarès

### Giocatore

#### Competizioni internazionali
- Coppa Anglo-Italiana: 1

Francavilla: 1984